# 圣丹斯 (怀俄明州)
圣丹斯（英語：Sundance），是美国怀俄明州克鲁克县（Crook）下属的一座城市。该市的人口在2000年为1,161人，2010年有1,182，2011年则估计有1,187人。